# Megalagrion leptodemas
Megalagrion leptodemas е вид насекомо от семейство Coenagrionidae. Видът е критично застрашен от изчезване.

## Разпространение
Разпространен е в САЩ (Хавайски острови).